# ویتوریو آلفیری

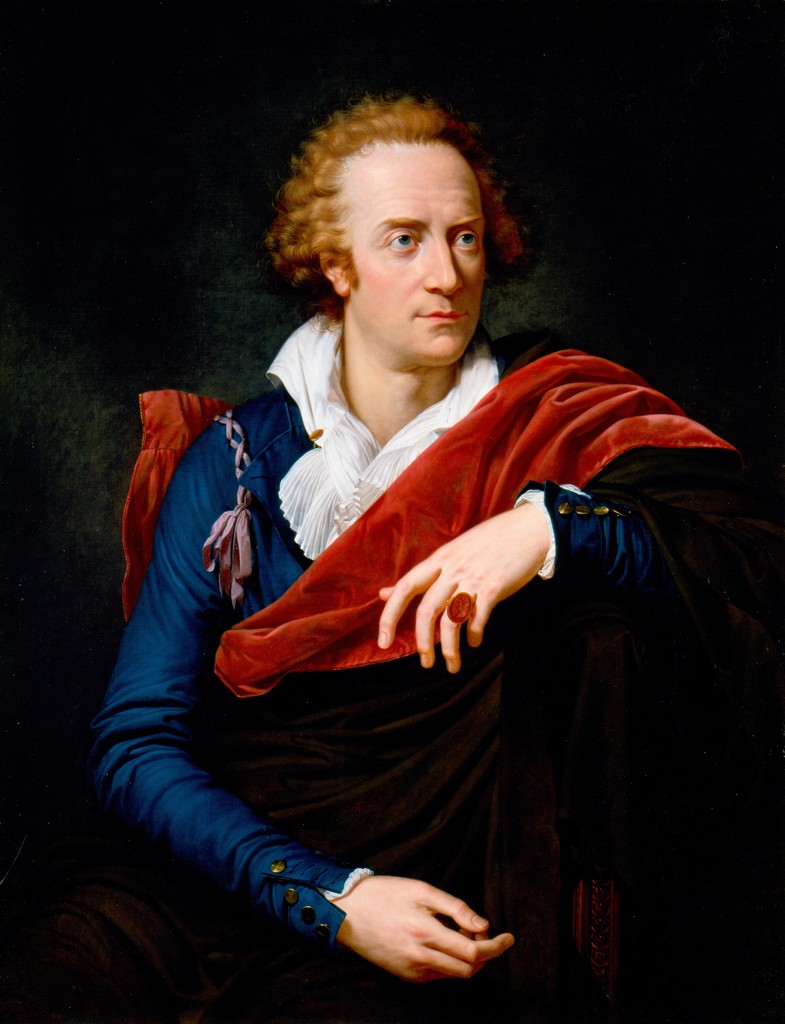
ویتوریو آلفیری

ویتوریو آلفیری شاعر ایتالیایی است که در ۱۶ ژانویه سال ۱۷۴۹ تولد یافت. وی در جوانی با ماجراجویی قسمت اعظم اروپا را سیاحت کرد و در ۲۶ سالگی شروع به نوشتن کرد. او پیاپی بیست تراژدی نوشت که لحن همه آنها به خلاف تراژدی نویسان ایتالیایی قبل از او جدی و محکم بود. تراژدی‌های او مورد پسند فراوان مردم ایتالیا قرار گرفت و آنها را طلیعه تئاتر ملی ایتالیا شمردند.
در ۱۷۸۸ وی با یک کنتس بیوه ازدواج کرد و این زن به خاطر آلفیری بنایی در کلیسای سانتا کروچه فلورانس ساخت که از شاهکارهای حجاری ایتالیا به‌شمار می‌رود.
ویتوریو در ادبیات ایتالیا شاعر تراژدی لقب گرفته‌است. وی در ۸ اکتبر سال ۱۸۰۳ درگذشت.
مهم‌ترین آثار وی بدین قرارند: فلیپ دوم، آنتیگون، آگاممنون، ویرجینیا، اوکتاویا، و تاریخ زندگانی من.